# Fases MAX
Las fases MAX son carburos y nitruros hexagonales estratificados que tienen la fórmula general: Mn+1AXn, (MAX) donde n = 1 a 3, y M es un metal de transición temprana, A es un elemento del grupo A (principalmente IIIA e IVA, o grupos 13 y 14) y X es carbono y/o nitrógeno. La estructura de capas consiste en una distribución de los bordes, XM6 octaedros distorsionados entrelazados por capas planas simples del elemento del grupo A.

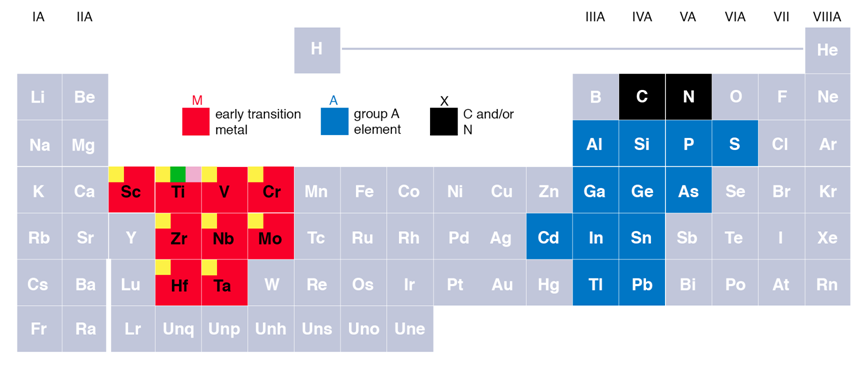
Elementos de la tabla periódica que reaccionan juntos para formar las notables fases MAX. Los cuadrados rojos representan los elementos M; los azules son los elementos A; los negros son X, o C y/o N.

| 211 | Ti2CdC, Sc2InC, Ti2AlC, Ti2GaC, Ti2InC, Ti2TlC, V2AlC, V2GaC, Cr2GaC, Ti2AlN, Ti2GaN, Ti2InN, V2GaN, Cr2GaN, Ti2GeC, Ti2SnC, Ti2PbC, V2GeC, Cr2AlC, Cr2GeC, V2PC, V2AsC, Ti2SC, Zr2InC, Zr2TlC, Nb2AlC, Nb2GaC, Nb2InC, Mo2GaC, Zr2InN, Zr2TlN, Zr2SnC, Zr2PbC, Nb2SnC, Nb2PC, Nb2AsC, Zr2SC, Nb2SC, Hf2InC, Hf2TlC, Ta2AlC, Ta2GaC, Hf2SnC, Hf2PbC, Hf2SnN, Hf2SC, Zr2AlC, Ti2ZnC, Ti2ZnN, V2ZnC |
| 312 | Ti3AlC2, Ti3GaC2, Ti3InC2, V3AlC2, Ti3SiC2 , Ti3GeC2, Ti3SnC2, Ta3AlC2, Ti3ZnC2, Zr3AlC2 |
| 413 | Ti4AlN3, V4AlC3, Ti4GaC3, Ti4SiC3, Ti4GeC3, Nb4AlC3, Ta4AlC3 |

## Historia
En la década de 1960, H. Nowotny y sus colaboradores descubrieron una gran familia de carburos y nitruros ternarios y estratificados, a los que llamaron las fases 'H', ahora conocidas como las fases MAX '211' (es decir n = 1), y varias Fases MAX '312'. El trabajo posterior se extendió a fases '312' como Ti3SiC2 y demostró que tiene propiedades mecánicas inusuales. En la década de 1990, el Ti3SiC2 fue sintetizado por Barsoum y caracterizado por primera vez por sus colaboradores y reveló que poseía una combinación distintiva de algunas de las mejores propiedades de los metales y cerámicas de ingeniería. En 1999 también sintetizaron Ti4AlN3 (es decir, una fase MAX '413') y se dieron cuenta de que se trataba de una familia mucho mayor de sólidos que todos se comportaban de manera similar.  Desde 1996, cuando se publicó el primer trabajo sobre el tema, se ha avanzado mucho en la comprensión de las propiedades de estas fases. Desde 2006, la investigación se ha centrado en la fabricación, caracterización y aplicación de materiales compuestos, incluidos los materiales de fase MAX. Tales sistemas, incluidos los compuestos de fase MAX de aluminio, tienen la capacidad de mejorar aún más la ductilidad y la tenacidad sobre el material de fase MAX puro.

## Síntesis
La síntesis de compuestos ternarios de fase MAX y compuestos se ha realizado por diferentes métodos, incluyendo síntesis de combustión, deposición química de vapor, deposición física de vapor a diferentes temperaturas y velocidades de flujo, fusión por arco, prensado isostático en caliente, síntesis a alta temperatura autopropagable (SHS), sinterización reactiva, sinterización por plasma de chispa, aleación mecánica y reacción en sal fundida. Se desarrolla un método de sustitución de elementos en sales fundidas para obtener series de Mn+1ZnXn fases MAX.

## Propiedades
Estos carburos y nitruros poseen una combinación inusual de propiedades químicas, físicas, eléctricas y mecánicas, exhibiendo características metálicas y cerámicas bajo varias condiciones. Estos incluyen alta conductividad eléctrica y térmica, resistencia al choque térmico, tolerancia al daño, mecanizabilidad, alta rigidez elástica y bajos coeficientes de dilatación térmica. Algunas fases MAX también son altamente resistentes al ataque químico (por ejemplo, Ti3SiC2) y a la oxidación a alta temperatura en el aire (Ti2AlC, Cr2AlC, y Ti3AlC2). Son útiles en tecnologías que incluyen motores de alta eficiencia, sistemas térmicos tolerantes a daños, aumento de la resistencia a la fatiga y retención de la rigidez a altas temperaturas. Estas propiedades pueden relacionarse con la estructura electrónica y con la adherencia química en las fases MAX. Puede describirse como alteración periódica de regiones de alta y baja densidad de electrones. Esto permite el diseño de otros nanolaminados basados en las similitudes de la estructura electrónica, como Mo2BC y PdFe3/sub.

### Eléctrico
Las fases MAX son conduras eléctricas y térmicas debido a su carácter metálico de la unión.  La mayoría de las fases MAX son mejores conductores eléctricos y térmicos que el Ti. Esto también está relacionado con la estructura electrónica.

### Física
Aunque las fases MAX son rígidas, pueden mecanizarse con la misma facilidad que algunos metales. Todas ellas pueden ser mecanizados con una sierra de arco manual, a pesar de que algunos de ellos son tres veces más rígidos que el titanio metálico, con la misma densidad que el titanio.  También se pueden pulir hasta obtener un brillo metálico debido a su excelente conductividad eléctrica. No son susceptibles a los choques térmicos y son excepcionalmente tolerantes a los daños. Algunos, como Ti2AlC y Cr2AlC, son resistentes a la oxidación y la corrosión. 
El Ti3SiC2 policristalino tiene cero termopotencia que está correlacionada con la estructura electrónica anisotrópica.

### Mecánico
Las fases MAX como clase son generalmente rígidas, ligeras y de plástico a altas temperaturas. Debido a la estructura atómica estratificada de estos compuestos, algunos, como el Ti3SiC2 y el Ti2AlC, también son resistentes al deslizamiento y a la fatiga, y mantener su resistencia a altas temperaturas.  
Presentan una deformación única caracterizada por el deslizamiento basal (las evidencias de dislocaciones fuera del plano basal y los deslizamientos cruzados de dislocación fueron reportados recientemente en la fase MAX deformada a alta temperatura), una combinación de deformación de la banda de doblado y cizallamiento, y delaminaciones de granos individuales. Durante las pruebas mecánicas, se ha encontrado que los cilindros policristalinos Ti3SiC2 pueden ser comprimidos repetidamente a temperatura ambiente, hasta un esfuerzo de 1 GPa, y se recuperan por completo al remover la carga, mientras que disipan el 25% de la energía.  Fue al caracterizar estas propiedades mecánicas únicas de las fases MAX que se descubrieron los sólidos no lineales que se doblaban. El micromecanismo que se supone que es responsable de estas propiedades es la incipiente banda de curvatura (IKB). Sin embargo, aún no se ha obtenido ninguna prueba directa de estos IKB, lo que deja la puerta abierta a otros mecanismos menos ávidos de asunciones. De hecho, un estudio reciente demuestra que los bucles histéricos reversibles durante el ciclo de policristales MAX pueden explicarse también por la compleja respuesta de la microestructura laminar muy anisotrópica.

## Potenciales aplicaciones
- Refractarios resistentes, mecanizables y resistentes a los choques térmicos[36]
- Elementos calefactores de alta temperatura[28]
- Recubrimientos para contactos eléctricos
- Piezas resistentes a la irradiación de neutrones para aplicaciones nucleares[37]
- Precursor para la síntesis del carbono derivado del carburo[38]
- Precursor para la síntesis de MXenes, una familia de carburos de metales de transición bidimensionales, nitruros, y carbonitruros[39]